# هماتوسل
هماتوسل تجمع خون در داخل اسکروتوم (کیسه بیضه) است.و باید باشد این عارضه گاه به دنبال ترومای فیزیکی، عفونت یا سرطان ایجاد می‌شود وگاه با علت نامشخص. خون معمولاً در غشای مهبلی (Tunica vaginalis) اطراف بیضه تجمع می‌یابد.

## تشخیص ودرمان
هماتوسل شبیه هیدروسل است. با این تفاوت که نور چراغ قوه از درون هماتوسل عبور نمیکندودرد بیشتری دارد. اگر هماتوسل خود به خود از بین نرود ممکن است برای جلوگیری از عقیم شدن آن را از طریق جراحی خارج کرد.